# Динамо-ЛО
«Динамо-ЛО» — российский волейбольный клуб из города Сосновый Бор Ленинградской области.

## История

### 2004—2011: начало пути
Предшественником «Динамо» в первенствах России по волейболу была команда «Нейтрон», образованная в 1993 году из воспитанников ДЮСШ-1. В своём дебютном сезоне 1993/94 годов она заняла 15-е место среди 30 участников второй лиги, в 1996 году перешла в первую лигу, где лучший результат показала в сезоне-2000/01, заняв 5-е место. Тренировали коллектив Владимир Брайчев и Александр Красовский.
Волейбольный клуб «Динамо» был создан в мае 2004 года, его президентом и главным тренером стал заслуженный мастер спорта СССР Александр Сапрыкин. Команда заявилась в первую лигу, где в своём дебютном сезоне (2004/05) заняла 16-е место, а в следующем году стала 7-й. В декабре 2006 года «Динамо» победило на первом международном турнире «Мемориал Платонова», взяв верх в финале над петербургским «Спартаком» — 3:0. Тем временем команда вышла в лидеры первой лиги и весной 2007 года, заняв 2-е место в финальном турнире, завоевала право на переход в высшую лигу «Б».
Спустя год сосновоборцы под руководством заслуженного тренера России Бориса Сергеевича Докучаева первенствовали и в этом дивизионе, на предварительном этапе уступив лишь в одной игре, а в финале победив во всех 10 матчах. Добиться успеха команде помогли пришедшие в межсезонье блокирующий Виктор Никоненко из смоленского СГИФК-«Феникса», доигровщик Владимир Иванов и связующий Валентин Стрильчук из московского «Динамо»-2 и имеющий опыт выступлений в Суперлиге за ярославский «Нефтяник» и уфимский «Нефтяник Башкирии» диагональный Артём Заковоротный. Важные роли играли мастера спорта Алексей Никонов, Александр Захаров, Александр Латышев и Борис Якимушкин.
Летом 2008 года, перед стартом в высшей лиге «А», в сосновоборский коллектив были приглашены центральный блокирующий Евгений Мосолкин из «Ярославича» и доигровщик Владимир Сухарев из новосибирского «Локомотива». Команда финишировала на седьмой позиции. В сезоне-2009/10 из-за финансовых затруднений и проблем с составом динамовцы провалили начало чемпионата и смогли выправить ситуацию только после смены главного тренера. Под руководством Олега Согрина команда спаслась от вылета, заняв 10-е место среди 12 участников. Следующий чемпионат, 2010/11 годов, динамовцы также провели неудачно, заняв предпоследнее место, но остались в высшей лиге «А».

### 2011—2016: в лидерах высшей лиги «А»
В августе 2011 года воспитанник «Динамо» доигровщик Валентин Кротков в составе молодёжной сборной России стал победителем чемпионата мира, проходившего в Бразилии. Тем же летом сосновоборский клуб отметился высокой активностью на трансферном рынке. Ряды команды пополнили Андрей Багутский из «Динамо-Янтаря», Александр Кузьмичёв из «Югры-Самотлора», Дмитрий Макаренко из МГТУ, Сергей Самсонов из «Тюмени», Сергей Середа из гомельского «Металлурга», Владимир Шендриков из оренбургского ТНК-ВР. В сезоне-2011/12 «Динамо» заняло 4-е место в первенстве высшей лиги «А». В межсезонье 2012 года «Динамо» усилилось пятью новыми игроками (взамен трёх ушедших), наиболее заметным приобретением стал диагональный сборной Украины Александр Стаценко. Команда Олега Согрина завоевала серебряные медали в высшей лиге «А» и уступила в стыковых матчах за выход в элитный дивизион пермскому «Прикамью».
После 5-го места, занятого командой в сезоне-2013/14, в её составе вновь произошли кардинальные изменения во всех линиях. Покинули Сосновый Бор прежний капитан «Динамо-ЛО» доигровщик Дмитрий Макаренко, связующий Алексей Бабешин и диагональный Вячеслав Тарасов, завершил карьеру отыгравший за команду 8 сезонов блокирующий Денис Иванов. Новобранцами коллектива стали сразу четыре экс-игрока «Грозного», а также диагональный Александр Ковалёв из «Югры-Самотлора», вернувшийся в «Динамо-ЛО» из «Автомобилиста» связующий Михаил Щедров и другие. В сезоне-2014/15 динамовцы повторили свой лучший результат в высшей лиге «А» — 2-е место, но в переходном турнире стали четвёртыми и снова не сумели завоевать путёвку в Суперлигу.
В июне 2015 года на должность старшего тренера «Динамо-ЛО» был приглашён известный в прошлом волейболист Олег Шатунов. Команда сохранила своих лидеров — Александра Ковалёва, доигровщиков Антона Ботина и Максима Пурина, блокирующих Александр Ткачёва и Илью Пархомчука и усилила состав связующим Сергеем Андриевским из «Урала», блокирующим Николаем Бескровным из «Грозного», диагональным Алексеем Плужниковым из «Ярославича», доигровщиком Александром Петровым из «Прикамья», а уже по ходу сезона-2015/16 ряды динамовцев пополнили связующий сборной Латвии Денис Петров и молодой доигровщик Никита Кухно из «Автомобилиста». Подопечные Олега Согрина захватили лидерство в высшей лиге «А» и в борьбе за единственную путёвку в Суперлигу за два тура до окончания первенства стали недосягаемы для соперников.

### С 2016: в Суперлиге
Перед дебютом в Суперлиге клуб подписал контракты с блокирующими Владимиром Хильченко («Енисей») и Максимом Морозовым («Строитель» Минск), которые заменили ушедших в другие команды Николая Бескровного и Илью Пархомчука. Также к «Динамо-ЛО» присоединились диагональный Игорь Тюрин из «Факела» и либеро Артём Зеленков из краснодарского «Динамо». С прошлого сезона остались основной связующий Денис Петров и пара доигровщиков Антон Ботин — Александр Петров. В своём первом матче в элитном дивизионе сосновоборцы одержали победу на выезде над «Енисеем» (3:2), вплоть до начала второго круга входили в «зону плей-офф», но серия из 9 поражений подряд во втором круге не позволила закрепить успех. По итогам чемпионата команда Олега Согрина заняла 12-е место.
Следующий сезон получился для «Динамо-ЛО» очень сложным, несмотря на усиление состава в лице диагонального Дениса Земчёнка и блокирующего Ивана Демакова из казанского «Зенита», доигровщиков Станислава Ерёмина и Павла Авдоченко, опытного блокирующего Леонида Кузнецова и либеро Евгения Галатова. Главной причиной, не позволившей команде претендовать на выход в плей-офф, стали многочисленные травмы игроков. Заняв на предварительном этапе чемпионата России 11-е место, сосновоборцы стали участниками плей-аут, где проиграли серию матчей красноярскому «Енисею». Судьба команды решалась в переходном турнире, по итогам которого подопечные Согрина финишировали первыми и получили право продолжить выступления в Суперлиге.
Выступление в чемпионате России-2018/19 «Динамо-ЛО» начало с 6 поражений подряд, но по ходу сезона клуб укрепил состав, пригласив доигровщика Дениса Бирюкова, болгарского блокирующего Светослава Гоцева и диагонального Дмитрия Яковлева. В плей-аут сосновоборская команда выиграла 8 из 10 матчей и заняла итоговую 9-ю строчку в турнирной таблице.
В сезоне-2019/20 «Динамо-ЛО», в составе которого выступали олимпийские чемпионы Александр Волков и Александр Соколов, впервые в своей истории вышло в плей-офф Суперлиги, но серия матчей с «Кузбассом», а затем и чемпионат в целом были прекращены из-за распространения COVID-19. 25 января 2020 года в Сосновом Бору состоялось торжественное открытие Волейбольного центра на 2500 зрителей, который в сентябре стал новой домашней ареной динамовцев.
В чемпионате Суперлиги-2020/21 «Динамо-ЛО» вследствие неудачной летней селекции, многочисленных травм и заболеваний игроков оказалось в группе аутсайдеров. 1 февраля 2021 года был отправлен в отставку Олег Согрин, возглавлявший команду в течение 12 лет. Под руководством прежнего ассистента Согрина Ярослава Василенко сосновоборцы смогли немного выправить турнирное положение и финишировали на 11-й позиции.
В апреле 2021 года новым главным тренером «Динамо-ЛО» стал Александр Климкин, и перед началом сезона-2021/22 команда значительно обновила состав, в который вошли два сербских легионера — связующий Никола Йовович и доигровщик Марко Ивович, а также Максим Пурин, Сергей Червяков, Максим Жигалов и Сергей Пирайнен, ставший наряду с капитаном Денисом Бирюковым главным действующим лицом в атаке. В чемпионате России динамовцы заняли 5-е место. Этот состав в целом был сохранён и на сезон-2022/23, в плей-офф которого команда Климкина выиграла у «Енисея» первый в истории мужских чемпионатов России золотой сет и вышла в четвертьфинал, где навязала борьбу петербургскому «Зениту» (1—2). В сериях матчей за 5-е место «Динамо-ЛО» было сильнее «Факела», но уступило «Белогорью». В сезоне-2024/25 сосновоборцы выиграли четвертьфинальную серию чемпионата России у московского «Динамо» и добились своего лучшего достижения — 4-го места.

## Результаты выступлений

### Чемпионат России
| Сезон   | Лига                  | Место | И  | В  | П  | С/П    | Главный тренер                                   |
| ------- | --------------------- | ----- | -- | -- | -- | ------ | ------------------------------------------------ |
| 2004/05 | 1-я лига (IV)         | 16-е  | 40 | 18 | 22 | 68:82  | Александр Сапрыкин                               |
| 2005/06 | 1-я лига (IV)         | 7-е   | 40 | 28 | 12 | 95:49  | Александр Сапрыкин                               |
| 2006/07 | 1-я лига (IV)         | 2-е   | 41 | 36 | 5  | 112:27 | Борис Докучаев                                   |
| 2007/08 | Высшая лига «Б» (III) | 1-е   | 47 | 40 | 7  | 128:41 | Борис Докучаев                                   |
| 2008/09 | Высшая лига «А» (II)  | 7-е   | 48 | 21 | 27 | 89:96  | Борис Докучаев                                   |
| 2009/10 | Высшая лига «А» (II)  | 10-е  | 44 | 14 | 30 | 60:102 | Владимир Герасимов, Борис Якимушкин, Олег Согрин |
| 2010/11 | Высшая лига «А» (II)  | 11-е  | 44 | 11 | 33 | 50:112 | Олег Согрин                                      |
| 2011/12 | Высшая лига «А» (II)  | 4-е   | 44 | 28 | 16 | 103:75 | Олег Согрин                                      |
| 2012/13 | Высшая лига «А» (II)  | 2-е   | 44 | 30 | 14 | 103:57 | Олег Согрин                                      |
| 2013/14 | Высшая лига «А» (II)  | 5-е   | 44 | 25 | 19 | 93:73  | Олег Согрин                                      |
| 2014/15 | Высшая лига «А» (II)  | 2-е   | 44 | 37 | 7  | 119:48 | Олег Согрин                                      |
| 2014/15 | Переходный турнир     | 4-е   | 6  | 1  | 5  | 7:17   | Олег Согрин                                      |
| 2015/16 | Высшая лига «А» (II)  | 1-е   | 44 | 38 | 6  | 121:46 | Олег Согрин                                      |
| 2016/17 | Суперлига (I)         | 12-е  | 26 | 8  | 18 | 34:63  | Олег Согрин                                      |
| 2017/18 | Суперлига (I)         | 12-е  | 30 | 7  | 23 | 42:78  | Олег Согрин                                      |
| 2017/18 | Переходный турнир     | 1-е   | 6  | 5  | 1  | 17:7   | Олег Согрин                                      |
| 2018/19 | Суперлига (I)         | 9-е   | 36 | 16 | 20 | 62:76  | Олег Согрин                                      |
| 2019/20 | Суперлига (I)         | 10-е  | 19 | 6  | 13 | 28:42  | Олег Согрин                                      |
| 2020/21 | Суперлига (I)         | 11-е  | 32 | 10 | 22 | 50:72  | Олег Согрин, Ярослав Василенко                   |
| 2021/22 | Суперлига (I)         | 5-е   | 30 | 18 | 12 | 67:55  | Александр Климкин                                |
| 2022/23 | Суперлига (I)         | 6-е   | 45 | 24 | 21 | 83:77  | Александр Климкин                                |
| 2023/24 | Суперлига (I)         | 9-е   | 38 | 21 | 17 | 75:70  | Александр Климкин                                |
| 2024/25 | Суперлига (I)         | 4-е   | 38 | 21 | 17 | 73:71  | Александр Климкин                                |

### Кубок России
| Сезон | Место                      | И  | В | П | С/П   | Главный тренер     |
| ----- | -------------------------- | -- | - | - | ----- | ------------------ |
| 2008  | 5-е в зональном турнире    | 10 | 1 | 9 | 11:28 | Борис Докучаев     |
| 2009  | 6-е в зональном турнире    | 10 | 2 | 8 | 10:28 | Владимир Герасимов |
| 2011  | 5-е в полуфинальной группе | 14 | 5 | 9 | 19:31 | Олег Согрин        |
| 2012  | 4-е в полуфинальной группе | 11 | 3 | 8 | 13:30 | Олег Согрин        |
| 2013  | 4-е в полуфинальной группе | 11 | 2 | 9 | 14:27 | Олег Согрин        |
| 2014  | 3-е в полуфинальной группе | 11 | 4 | 7 | 18:23 | Олег Согрин        |
| 2016  | 3-е в полуфинальной группе | 11 | 6 | 5 | 26:20 | Олег Согрин        |
| 2017  | 3-е в полуфинальной группе | 8  | 4 | 4 | 16:13 | Олег Согрин        |
| 2018  | 3-е в полуфинальной группе | 11 | 6 | 5 | 22:20 | Олег Согрин        |
| 2019  | 4-е в полуфинальной группе | 13 | 9 | 4 | 29:17 | Олег Согрин        |
| 2020  | 5-е в зональном турнире    | 3  | 0 | 3 | 1:9   | Олег Согрин        |
| 2021  | 3-е в полуфинальной группе | 11 | 5 | 6 | 17:18 | Александр Климкин  |
| 2022  | 3-е в полуфинальной группе | 9  | 5 | 4 | 18:18 | Александр Климкин  |
| 2023  | 1/8 финала                 | 8  | 1 | 7 | 9:22  | Александр Климкин  |
| 2024  | 1/4 финала                 | 12 | 9 | 3 | 30:18 | Александр Климкин  |

## Сезон-2024/25

### Переходы
- Пришли: связующий Максимилиано Каванна («Шанхай», Китай), диагональный Павел Авдоченко («Шахтёр»), доигровщики Фёдор Воронков («Зенит» Санкт-Петербург) и Осниэль Мельгарехо («Милан», Италия), центральные блокирующие Илья Борило («Энергия», Беларусь) и Владимир Съёмщиков («Нова»).
- Ушли: связующий Никита Борчиков («Ярославич»), диагональный Сергей Пирайнен (МГТУ), доигровщики Тодор Скримов («Левски», Болгария) и Марко Ивович («Локомотив»), центральные блокирующие Фаннур Каюмов («Динамо») и Михаил Фёдоров, либеро Никита Вишневецкий (оба — «Газпром-Югра»).

### Состав команды
| №                       | Имя                     | Год рождения            | Рост                    |                         |                         |
| Центральные блокирующие | Центральные блокирующие | Центральные блокирующие | Центральные блокирующие | Центральные блокирующие | Центральные блокирующие |
| ----------------------- | ----------------------- | ----------------------- | ----------------------- | ----------------------- | ----------------------- |
| 1                       | Владимир Съёмщиков      | 1987                    | 202                     |                         |                         |
| 3                       | Дмитрий Коленковский    | 1995                    | 206                     |                         |                         |
| 15                      | Артём Довгань           | 1989                    | 203                     |                         |                         |
| 21                      | Илья Борило             | 2003                    | 196                     |                         |                         |
| Связующие               |                         |                         |                         |                         |                         |
| 11                      | Константин Тюшкевич     | 1999                    | 192                     |                         |                         |
| 14                      | Максимилиано Каванна    | 1988                    | 184                     |                         |                         |
| Диагональные            |                         |                         |                         |                         |                         |
| 6                       | Назар Литвиненко        | 2000                    | 202                     |                         |                         |
| 22                      | Павел Авдоченко         | 1990                    | 204                     |                         |                         |

| №                                  | Имя                | Год рождения | Рост        |             |             |
| Доигровщики                        | Доигровщики        | Доигровщики  | Доигровщики | Доигровщики | Доигровщики |
| ---------------------------------- | ------------------ | ------------ | ----------- | ----------- | ----------- |
| 2                                  | Осниэль Мельгарехо | 1997         | 197         |             |             |
| 4                                  | Фёдор Воронков     | 1995         | 207         |             |             |
| 8                                  | Денис Бирюков      | 1988         | 204         |             |             |
| 18                                 | Денис Шенкель      | 1995         | 196         |             |             |
| Либеро                             |                    |              |             |             |             |
| 5                                  | Владимир Шишкин    | 1990         | 183         |             |             |
| 7                                  | Артём Барабаш      | 2001         | 184         |             |             |
| Главный тренер — Александр Климкин |                    |              |             |             |             |
| Старший тренер — Антон Асташенков  |                    |              |             |             |             |

## Молодёжная команда
Команда «Динамо-ЛО»-2 выступает в Молодёжной волейбольной лиге с сезона-2016/17, главный тренер — Сергей Горбачёв. Лучший результат — 6-е место (2023/24). В августе 2017 года капитан сосновоборской «молодёжки» Артём Мельников стал серебряным призёром и лучшим блокирующим чемпионата мира среди юношей в Бахрейне.

## Арена
До 2016 года команда выступала в спорткомплексе «Энергетик» (Ленинградская улица, 11), а в 2016—2020 годах из-за несоответствия данной арены требованиям, предъявляемым к клубам Суперлиги, — в зале Академии волейбола Вячеслава Платонова в Санкт-Петербурге.
С сентября 2020 года «Динамо-ЛО» проводит домашние матчи в Волейбольном центре Соснового Бора (улица Соколова, 7), трибуны которого вмещают 2500 зрителей.